# Erebia aethiops
Erebia aethiops är en fjärilsart som beskrevs av Eugen Johann Christoph Esper 1777. Erebia aethiops ingår i släktet Erebia och familjen praktfjärilar. Utöver nominatformen finns också underarten E. a. minor.

## Bildgalleri

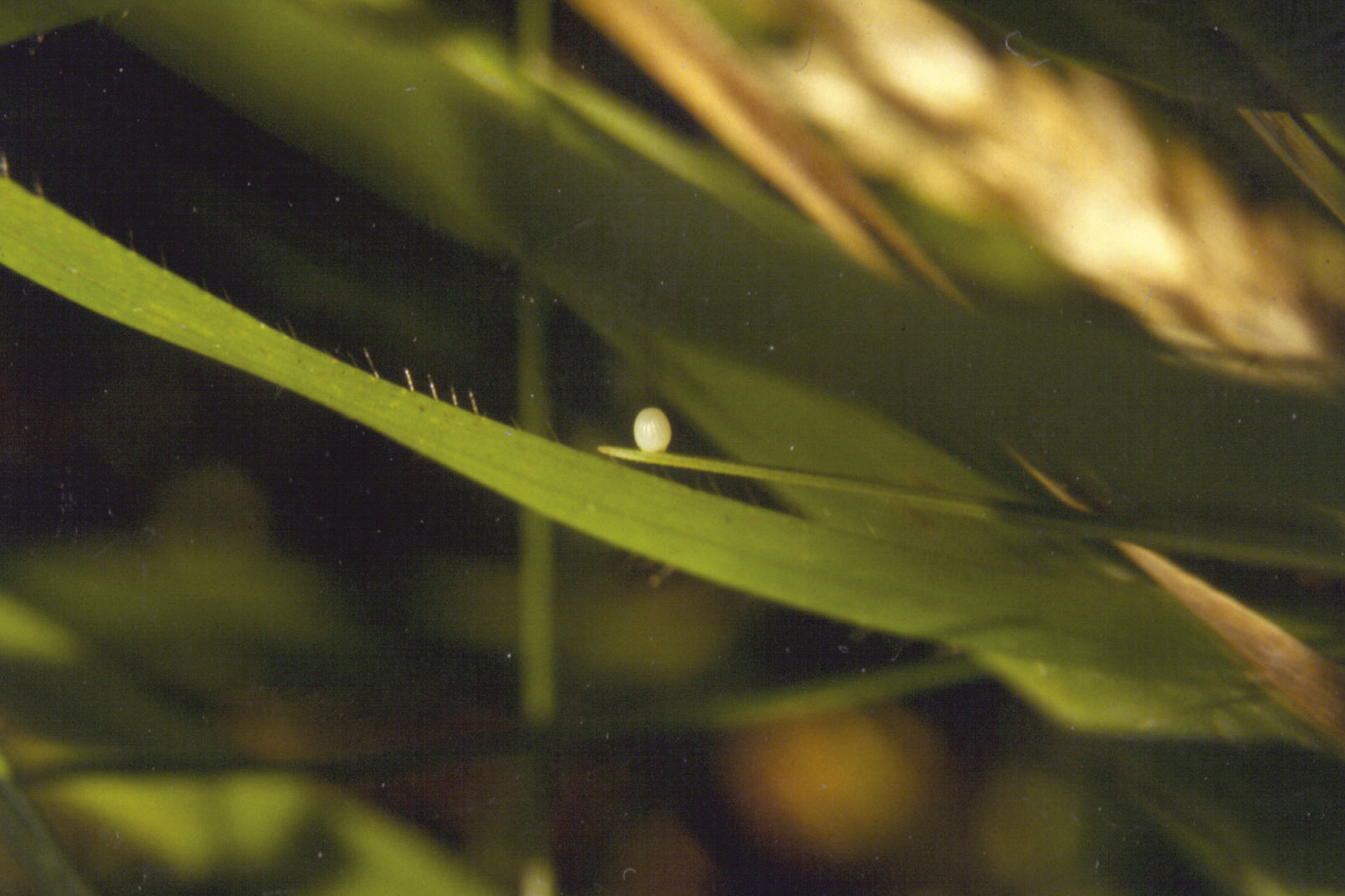
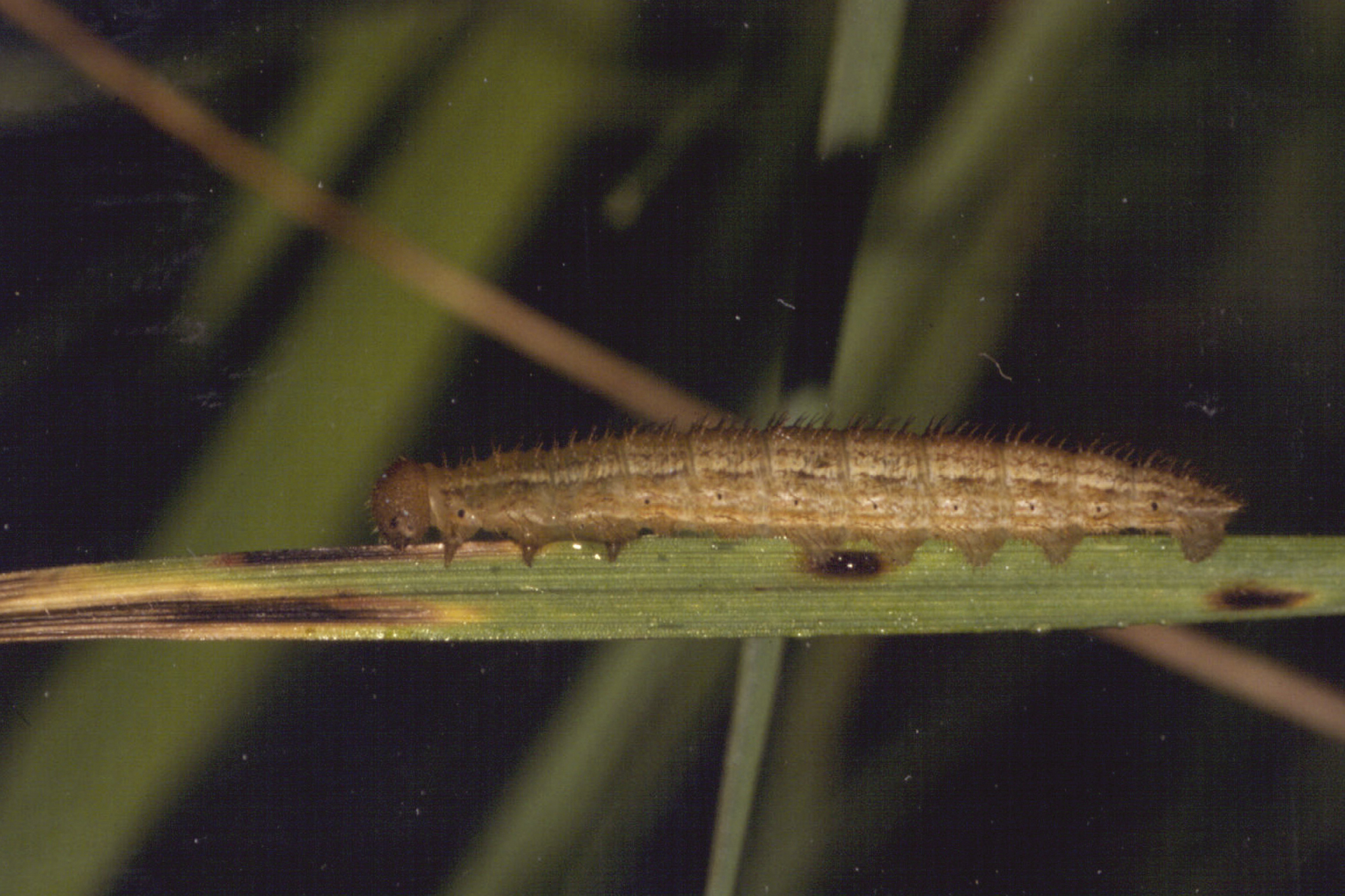
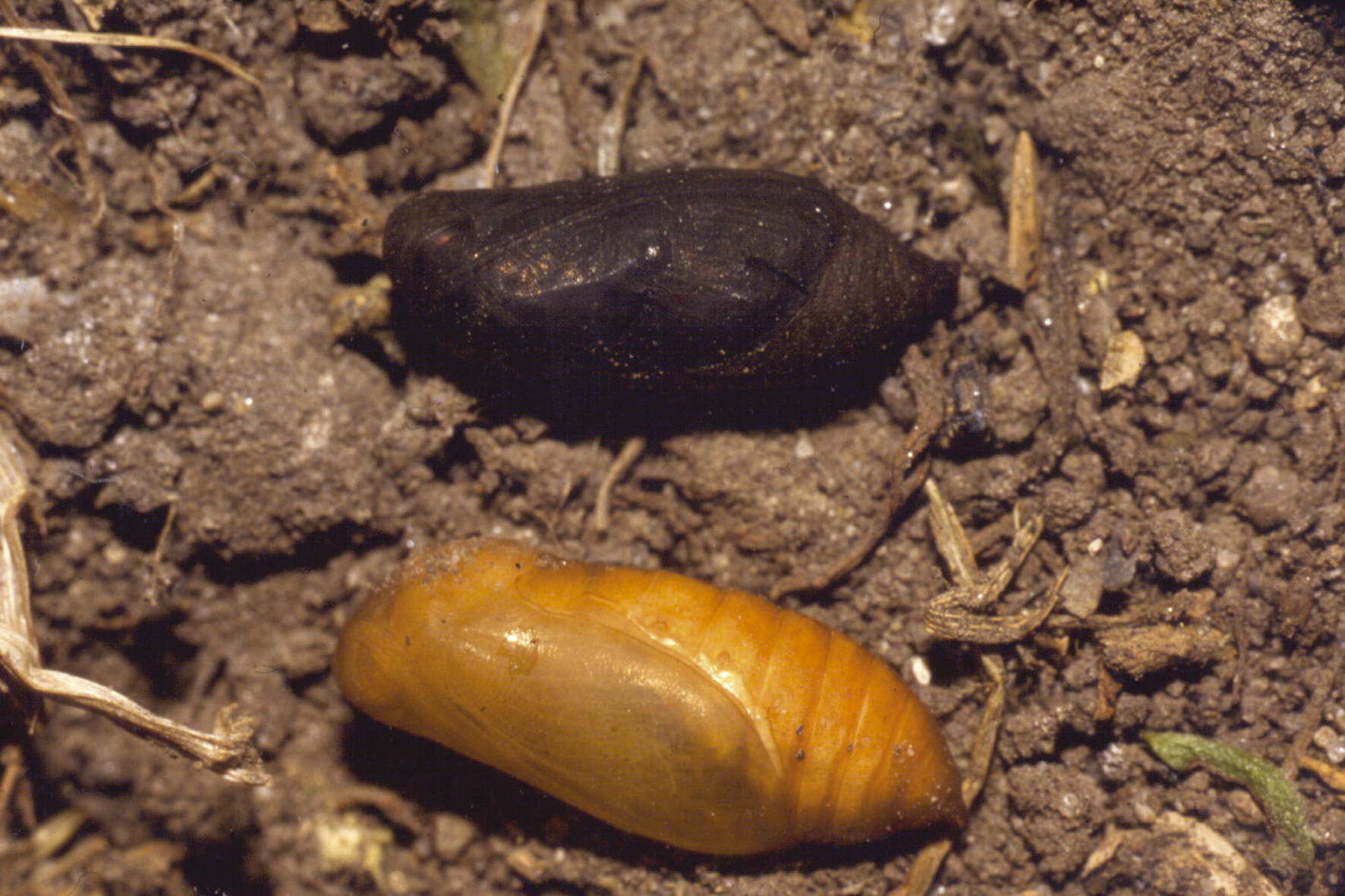
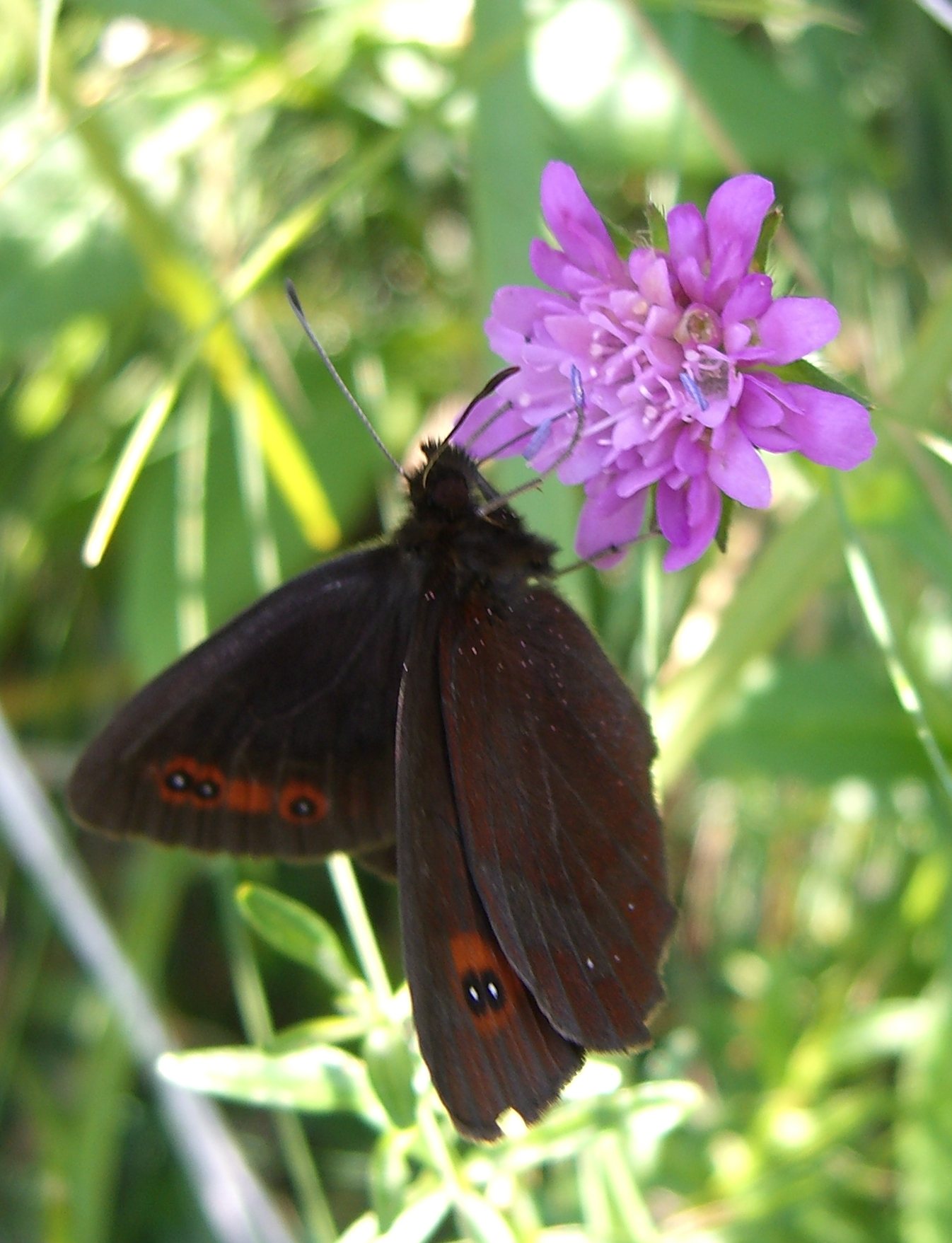
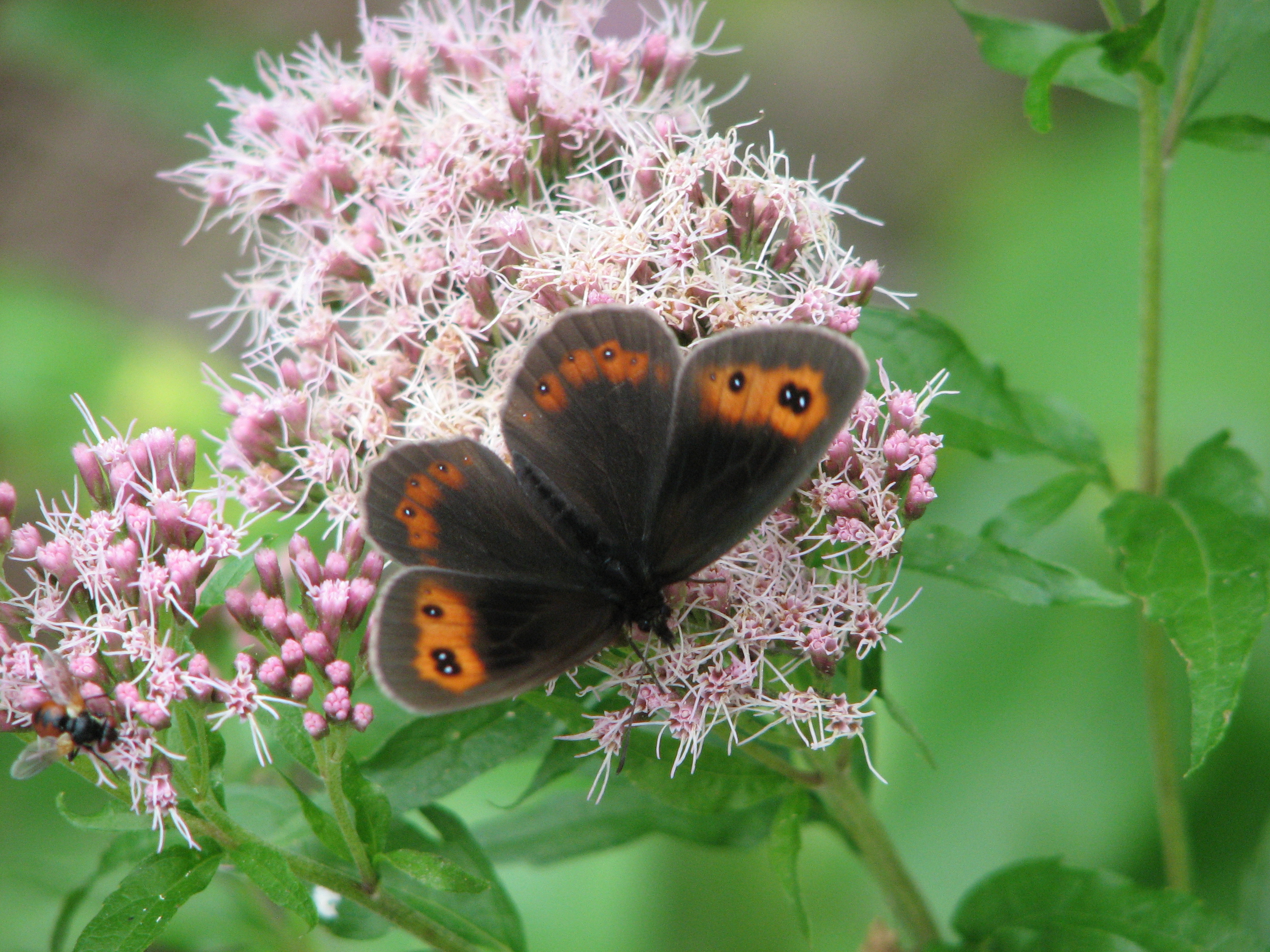

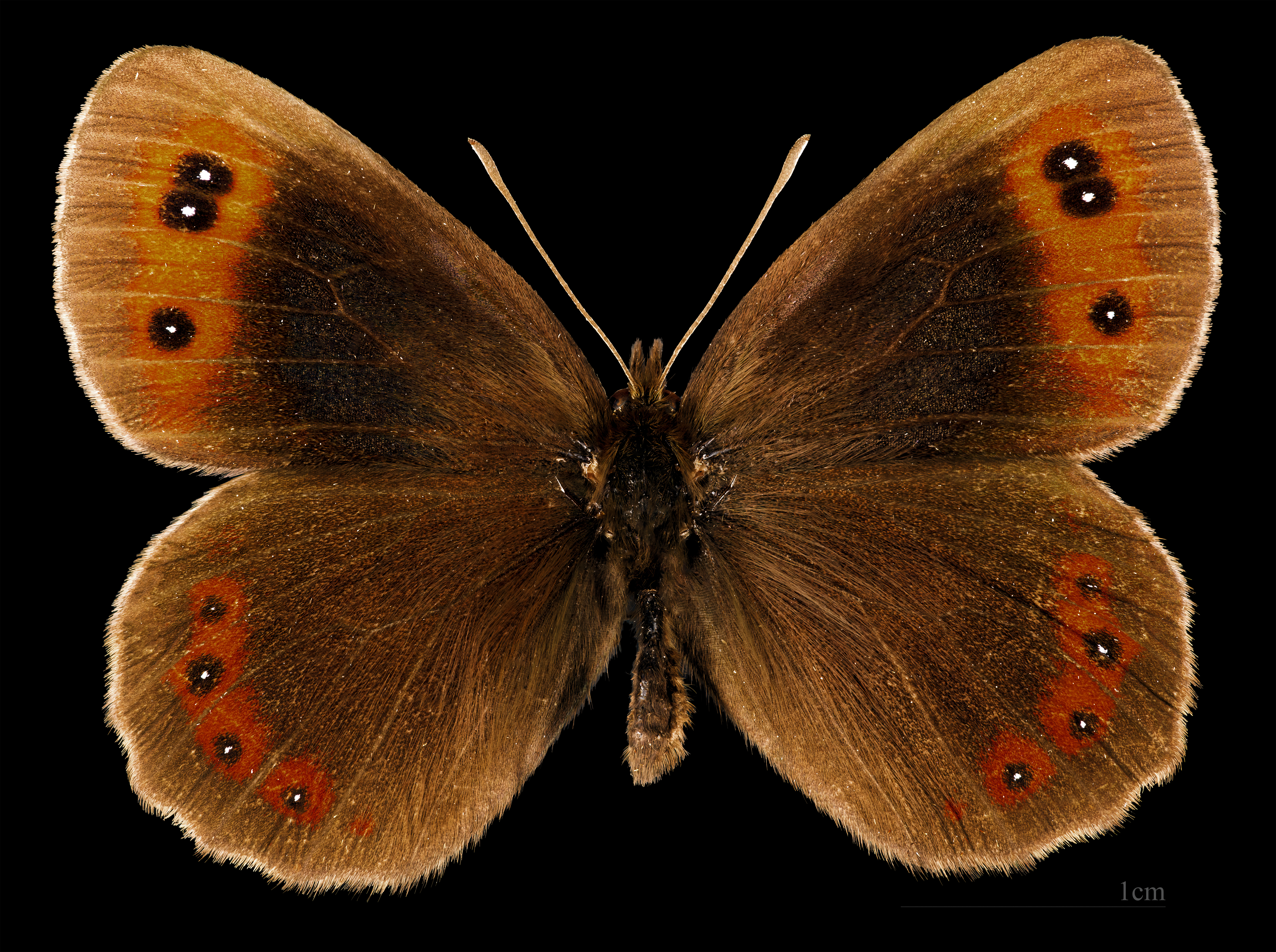
Erebia aethiops ♂
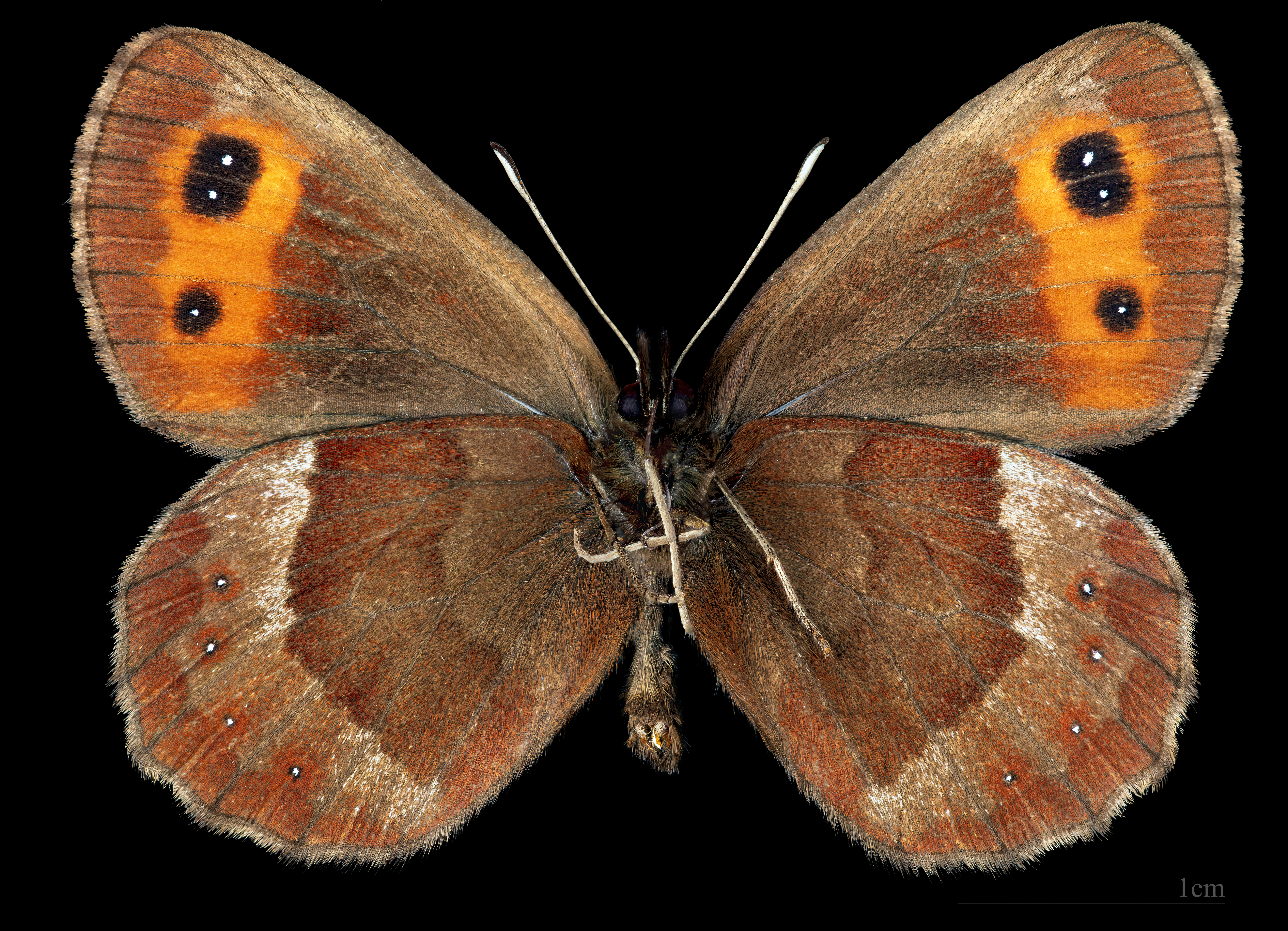
Erebia aethiops ♂  △
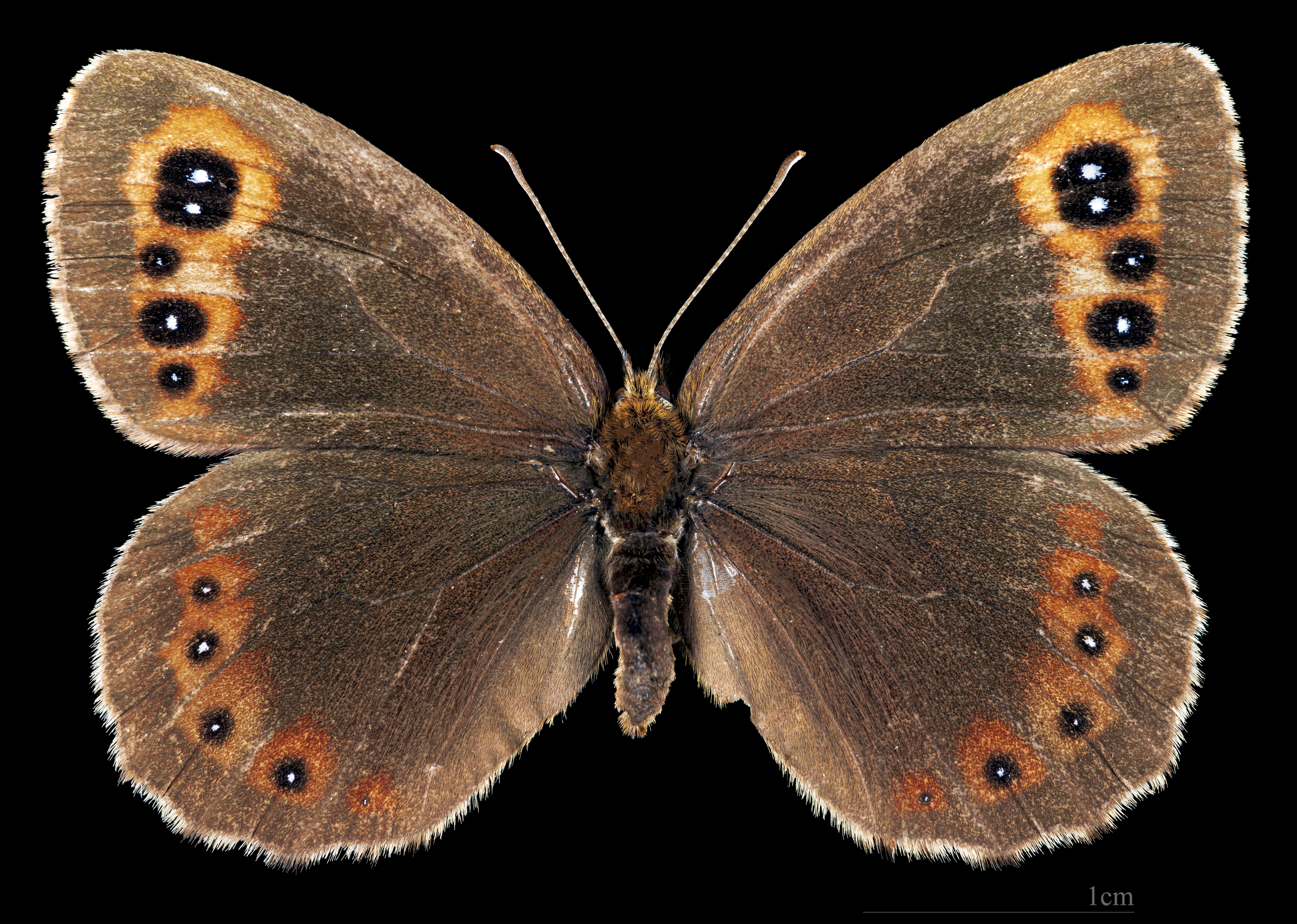
Erebia aethiops ♀
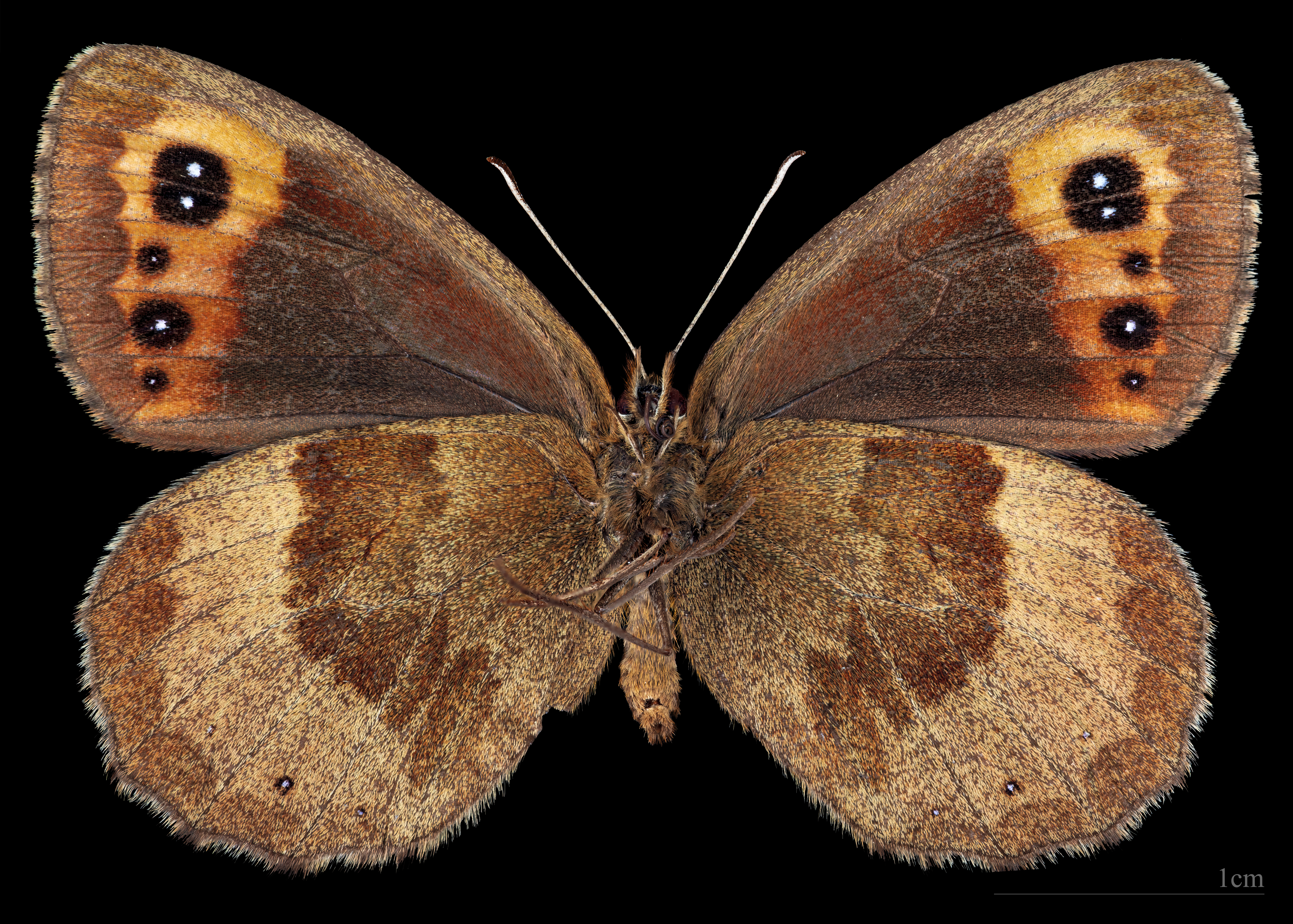
Erebia aethiops ♀ △